# Cuevas de Mogao
Las cuevas de Mogao (chino: 莫高窟, Wade-Giles: Mo4kao1 K'u1, pinyin: Mògāo Kū) son un conjunto de 492 templos situados cerca de la ciudad de Dunhuang, en la provincia de Gansu de la República Popular China. Se las conoce también como las cuevas de los mil Budas (chino: 千佛洞, pinyin: qiān fó dòng), las grutas de Mogao o las cuevas de Dunhuang. En el año 1987 fueron declaradas por la Unesco como Patrimonio de la Humanidad.
Las cuevas de Mogao son el mayor ming-oi de Asia central, formando un conjunto de más de 400 templos, decorados con pinturas murales y donde encuentran miles de esculturas, manuscritos, etc. Estas grutas se encuentran en un importante enclave de la Ruta de la Seda, que hasta la Edad Moderna y desde la prehistoria fue una red comercial que llegó a comunicar en su época de esplendor el gran Imperio chino y el Imperio romano.
Durante muchos siglos fue un importante centro de oración budista, posiblemente debido a su importante posición geográfica, que a pesar de que se encuentra en medio del desierto del Gobi, hizo que este enclave se convirtiera en la puerta occidental de China o del este asiático.

## Historia

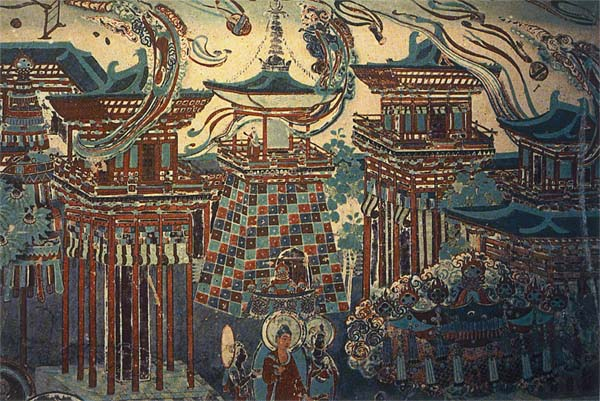
Arquitectura del estilo de la dinastía T'ang, de un fresco que describe la tierra budista.

Según la leyenda local, en el año 366 d. C., un monje budista local, Lo-tsun (o Le Zun), tuvo una visión de miles de Budas en los reflejos de los rayos de sol que centelleaban como bengalas sobre la pared de arenisca de un acantilado y convenció a un acomodado peregrino de la Ruta de la Seda para que fundara el primero de los templos.
Desde el siglo IV hasta el siglo XIV, los monjes budistas de Dunhuang coleccionaron escrituras traídas del oeste. Muchos peregrinos pasaron por la zona, pintando murales en el interior de las cuevas. Estos murales cubren una superficie de 42 000 m². Contienen más de 2500 esculturas pintadas. En el siglo XIV las cuevas fueron abandonadas.
Las cuevas de Mogao son las grutas budistas más famosas de toda China. Junto con las de Longmen y las de Yungang forma el grupo de sitios esculturales antiguos de China de más renombre.
Los murales, construidos durante la dinastía Wei del norte, tienen un aspecto bastante simple y están fuertemente marcados por la influencia india. Los que se construyeron durante la dinastía Sui son más realistas y detallados. Las cuevas que se pintaron durante la dinastía Tang son mucho más desarrolladas y sus paisajes incluyen multitud de personajes. Durante la dinastía Song se continuó con esta perfección que entró en decadencia durante el periodo de la dinastía Yuan.
Los monjes budistas valoran la austeridad en la vida y esperaban que estas cuevas remotas les ayudaran a alcanzar la iluminación. Las pinturas servían de ayuda a la meditación como representación visual de su búsqueda de la perfección y como herramientas para informar a los chinos sobre las creencias e historias budistas.
A principios del siglo XX, un chino taoísta de nombre Wang Yuanlu, se nombró a sí mismo guardián de algunos de los templos. Wang descubrió una importante cantidad de manuscritos. Algunos expedicionarios occidentales acudieron a la zona interesados por el hallazgo. Wang se embarcó en el ambicioso proyecto de reconstruir algunos de los templos. Para ello, solicitó donaciones a las ciudades vecinas y a algunos de los exploradores interesados en los manuscritos como Aurel Stein y Paul Pelliot.

## Arqueología

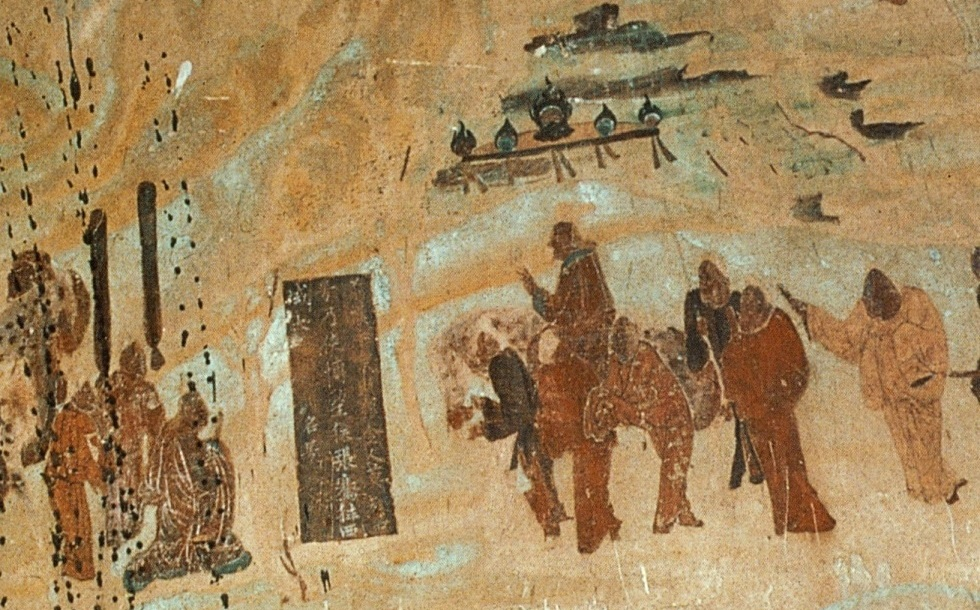
El viaje al oeste de Zhang Qian en una pintura de Mogao.

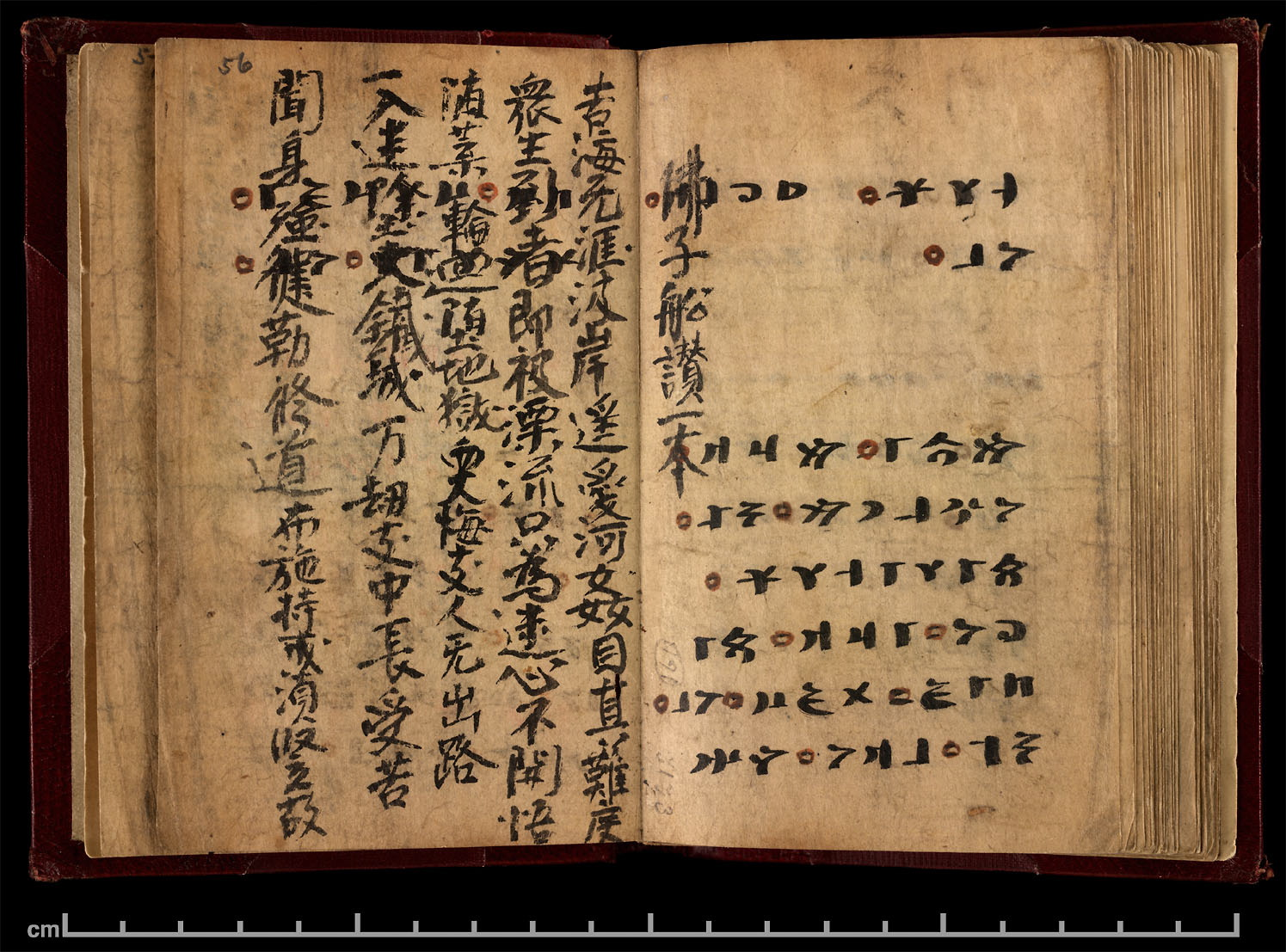
Libro manuscrito encontrado en Mogao.

Dunghuang y sus santuarios sobrevivieron durante siglos hasta que en el siglo XX fue descubierto, o redescubierto, por los europeos. Es aquí, concretamente, un 12 de marzo de 1907 cuando el arqueólogo británico de origen húngaro Aurel Stein, junto al monje taoísta, Wang Yuanlu, comenzaron las excavaciones en Mogao. 
Tres meses después el sinólogo francés Paul Pelliot, que dominaba el chino clásico y otras lenguas centroasiáticas, trazó por primera vez el mapa cartográfico de las Grutas de Mogao; las enumeró, fotografió exhaustivamente, registró todas las transcripciones de los murales y describió la estructura de las cuevas y sus decoraciones internas. Sentó así las bases para el estudio de una nueva disciplina específica denominada Dunhuanglogía.
Pronto se descubrió una cantidad inimaginable de material, documentación en lenguas como el sánscrito, sogdiano, tibetano y chino, entre muchas otras desconocidas. Abundantes pinturas murales budistas sobre papel o seda, que tenían gran importancia al tratarse de obras de la dinastía Tang. Cabe recordar que durante esta dinastía las rutas de la seda tuvieron uno de sus momentos de mayor esplendor. Los murales son en su mayor parte de temática budista: retratos de budas y divinidades, narraciones de los sutras expuestas mediante la sucesión de pequeñas escenas, huellas de personajes budistas históricos y mitológicos difundidos desde la India, China y Asia Central, etc. Por lo demás, los murales nos ofrecen numerosos detalles sobre la historia de la vida cotidiana, el vestuario, la arquitectura, la música, la danza y hasta las artes acrobáticas. A todo ello hay que añadir diversos testimonios de los intercambios culturales entre China y el exterior a lo largo de varios siglos. Se comprende así que los estudiosos occidentales consideren estas cuevas como una biblioteca escrita en la pared de un precipicio.
Posiblemente, una de las piezas más valoradas y conocidas es la Sutra del diamante, ejemplar del libro impreso más antiguo del cual se tiene noticia, y que estaba hecho a partir de placas de madera de más de mil años de antigüedad. Se trata de un manuscrito de cuatro metros de largo y que podría datarse el 11 de mayo del año 868. Además de esta pieza extraordinaria, podríamos hablar también de una importante colección de manuscritos y de un modelo de carta china ideada para que los invitados ebrios puedan disculparse delante de sus anfitriones por su comportamiento, entre otras muchas piezas.

## La Cueva de la Biblioteca

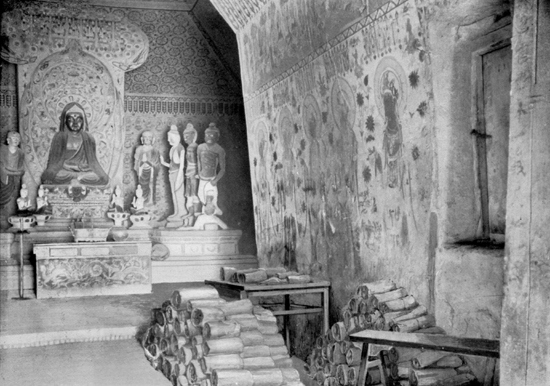
Imagen de la Cueva 16, realizada por Aurel Stein en 1907, con manuscritos apilados junto a la entrada de la Cueva 17, la Cueva de la Biblioteca, que está a la derecha en esta imagen.

La cueva 17 descubierta por Wang Yuanlu pasó a ser conocida como la Cueva de la Biblioteca. Se encuentra junto a la entrada que lleva a la cueva 16 y se utilizó originalmente como cueva conmemorativa de un monje local, Hongbian, a su muerte en el año 862. Hongbian, de una rica familia Wu, fue el responsable de la construcción de la cueva 16, y la Cueva de la Biblioteca puede haber sido utilizada como su refugio en vida. La cueva contenía originalmente su estatua, que fue trasladada a otra cueva cuando se utilizó para guardar manuscritos, algunos de los cuales llevan el sello de Hongbian. En la cueva se encontró un gran número de documentos que datan de los años 406 a 1002, amontonados en capas apretadas de fajos de pergaminos. Además de los 1.100 fajos de pergaminos, también había más de 15.000 libros de papel y textos más breves, entre ellos una oración penitencial hebrea (selichah) (véase Manuscritos de Dunhuang). La Cueva de la Biblioteca también contenía tejidos como estandartes, numerosas estatuillas dañadas de Budas y otra parafernalia budista. Según Stein, que fue el primero en describir la cueva en su estado original:
Apilados en capas, pero sin ningún orden, apareció a la tenue luz de la lamparita del sacerdote una sólida masa de fardos de manuscritos que se elevaba hasta una altura de casi tres metros, y que llenaba, como demostraron las mediciones posteriores, cerca de 500 pies cúbicos. El área que quedaba libre dentro de la habitación era suficiente para que dos personas pudieran estar de pie.
La cueva de la biblioteca fue amurallada a principios del siglo XI. Se han propuesto varias teorías sobre la razón de sellar las cuevas. Stein propuso en primer lugar que la cueva se había convertido en un depósito de desechos de manuscritos venerables, dañados y usados, así como de parafernalia sagrada, y que luego se selló quizás cuando el lugar se vio amenazado. Siguiendo esta interpretación, algunos sugirieron que los manuscritos manuscritos del Tripitaka se volvieron obsoletos cuando se generalizó la impresión, por lo que los manuscritos más antiguos fueron almacenados. Otra sugerencia es que la cueva se utilizó simplemente como almacén de libros que se acumularon a lo largo de siglo y medio, y que luego se selló cuando se llenó.
Otros, como Pelliot, sugirieron un escenario alternativo, que los monjes escondieron apresuradamente los documentos antes de un ataque de los invasores, tal vez cuando Xi Xia invadió en 1035. Esta teoría se propuso a la luz de la ausencia de documentos de Xi Xia y del estado de desorden en el que Pelliot encontró la habitación (quizás una interpretación errónea porque, sin saberlo, la habitación había sido alterada por Stein meses antes). Otra teoría postula que los objetos pertenecían a una biblioteca monástica y que estaban escondidos debido a las amenazas de los musulmanes que se desplazaban hacia el este. Esta teoría propone que los monjes de un monasterio cercano se enteraron de la caída del reino de Khotan budista a manos del Karakhanids invasores de Kashgar en 1006 y de la destrucción que causó, por lo que sellaron su biblioteca para evitar que fuera destruida.
La fecha de sellado de la cueva siguió siendo objeto de debate. Rong (2000) aportó pruebas para apoyar el año 1002 como fecha de sellado de la cueva, mientras que Huntington (1986) apoyó un cierre alrededor de principios o mediados del siglo XIII. Es difícil determinar el estado de los materiales encontrados, ya que la cámara no se abrió "en condiciones científicas", por lo que se perdieron las pruebas críticas para apoyar la datación del cierre. Se cree que la última fecha registrada en los documentos encontrados en la cueva es el año 1002, y aunque algunos han propuesto fechas posteriores para algunos de los documentos, es probable que la cueva fuera sellada no mucho después de esa fecha.

### Manuscritos de Dunhuang

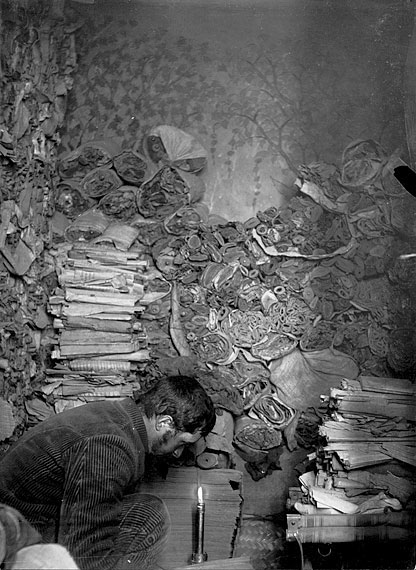
Paul Pelliot examinando manuscritos en la Cueva de la Biblioteca, 1908.

Los manuscritos de la Cueva de la Biblioteca datan del siglo V hasta principios del siglo XI, cuando fue sellada. Es posible que allí se guardaran hasta 50 000 manuscritos, uno de los mayores tesoros de documentos antiguos encontrados. Aunque la mayoría están en chino, un gran número de documentos están en otras lenguas como el tibetano, el uigur, el sánscrito y el sogdiano, incluido el entonces poco conocido hotanés. Pueden ser antiguos pergaminos de papel de cáñamo en chino y en muchas otras lenguas, pothis tibetanos y pinturas sobre cáñamo, seda o papel. La temática de la gran mayoría de los pergaminos es de naturaleza budista, pero también abarca un material diverso. Junto a las esperadas obras canónicas budistas hay comentarios originales, obras apócrifas, libros de trabajo, libros de oraciones, obras confucianas, obras taoístas, obras de la cristianas, obras del gobierno chino, documentos administrativos, antologías, glosarios, diccionarios y ejercicios caligráficos.
Muchos de los manuscritos eran desconocidos o se creían perdidos, y los manuscritos proporcionan una visión única de los asuntos religiosos y seculares del norte de China, así como de otros reinos de Asia Central, desde los primeros períodos hasta la dinastía Tang y principios de la dinastía Song. Los manuscritos encontrados en la Cueva de la Biblioteca incluyen el libro impreso más antiguo fechado, el Sutra del Diamante de 868, que fue traducido por primera vez del sánscrito al chino en el siglo IV. Estos pergaminos también incluyen manuscritos que van desde los Documentos Jingjiao cristianos hasta el Manual de Go de Dunhuang y partituras musicales antiguas, así como la imagen del mapa de astronomía chino Mapa de Dunhuang. Estos pergaminos relatan el desarrollo del budismo en China, registran la vida política y cultural de la época y ofrecen documentación sobre asuntos mundanos y seculares que permiten echar un vistazo a la vida de la gente corriente de estas épocas.
Los manuscritos se dispersaron por todo el mundo tras el descubrimiento. La adquisición de Stein se repartió entre Gran Bretaña y la India porque su expedición fue financiada por ambos países. Stein tuvo la primera elección y pudo reunir unos 7000 manuscritos completos y 6000 fragmentos por los que pagó 130 libras, aunque entre ellos se encuentran muchos duplicados del Diamante y del Sutra del Loto. Pelliot se llevó casi 10 000 documentos por el equivalente a 90 libras, pero, a diferencia de Stein, Pelliot tenía formación en sinología y sabía leer y escribir en chino, y se le permitió examinar los manuscritos libremente, por lo que pudo escoger una mejor selección de documentos que Stein. Pelliot se interesó por los manuscritos más inusuales y exóticos de Dunhuang, como los relativos a la administración y financiación del monasterio y los grupos de laicos asociados. Muchos de estos manuscritos sólo sobrevivieron porque formaban una especie de palimpsesto en el que se reutilizaban los papeles y se escribían los textos budistas en la cara opuesta del papel. Otros cientos de manuscritos fueron vendidos por Wang a Otani Kozui y Sergei Oldenburg. Actualmente se están realizando esfuerzos para reconstituir digitalmente los manuscritos de la Cueva de la Biblioteca, que ya están disponibles como parte del Proyecto Internacional Dunhuang.

## Grutas virtuales
El gobierno chino ha invertido 200 millones de yuanes en los trabajos preliminares de las obras de construcción de las "Grutas virtuales de Mogao". Como su nombre indica, estas cuevas permitirán a quienes las visiten experimentar la sensación de que entran en las cuevas auténticas y ver claramente sus construcciones, esculturas y murales. Según los expertos, la construcción de las grutas virtuales no solo contribuirá a evitar el deterioro de este antiguo tesoro del arte budista, sino que facilitará el registro y la conservación de las piezas que lo componen.